# Henoch–Schönlein-purpura
A Henoch–Schönlein-purpura (vagy Schönlein-Henoch-purpura, anaphylactoid purpura, HSP) egy immunkomplex lerakódással járó szisztémás érgyulladás, mely több szervrendszeri érintettséggel, köztük a bőrön jelentkező apró bevérzésekkel jár. Általában magától gyógyul, orvosi kezelést csak a súlyos vérzéssel és vesebántalommal járó szövődményei igényelnek.

## Patogenezis
A HSP kialakulásában fontos szerepe van a vérben található IgA antitestek egy típusának, az IgA1 immunglobulinnak. A betegek jelentős részében emelkedett a vérben levő IgA1 és az ezt tartalmazó komplexek szintje. Valószínűsíthető, hogy ezen komplexek az abnormálisan glikozilált IgA1 antitesteket felismerő, a keringésben normálisan is jelen lévő egyéb antitestek megkötik. A komplexeket a nagy méretük miatt a máj nem képes fölvenni, így a vérben folyamatosan emelkedik a szintjük, ami végül a kis erekben történő lerakódáshoz vezet. Az erek falán lerakódó komplexek bizonyos mechanizmusokkal (pl. komplement és leukocita aktiválás) érgyulladást (vasculitis) eredményeznek a különböző szövetekben.
Az abnormális IgA1 létrejöttében felső légúti és egyéb fertőzések játszhatnak szerepet, melyeket tipikusan béta-hemolizáló Streptococcus, parvovírus B19, adenovírus, Mycoplasma okoz.

## Előfordulás
Habár a HSP bármely életkorban előfordulhat 6 hónapos kortól egészen felnőttkorig, jellemzően gyerekek betegsége (a betegek fele 5 év alatti, háromnegyede 10 év alatti). A legtöbb adat alapján fiúknál kb. kétszer gyakoribb, mint lányoknál, incidenciája 13-18/100 000 közötti.

## Tünetei
A betegség diagnosztikájára nincsenek egységesen elfogadott kritériumok, azonban a legtöbb esetben a következő tünetek jellemzők:
- vérömlenyek a bőrön, elsősorban a végtagokon (purpura)
- ízületi fájdalom (csukló, könyök, térd)
- hasi görcsök
- véres hasmenés[4]

Az esetek 40%-ban ún. Henoch-Schönlein purpura nephritis - HSPN alakul ki, amelyre jellemző: 
- hematuria (véres vizelet)
- oliguria (kevés vizelet)
- hypertensio (magas vérnyomás)
- proteinuria (fehérje a vizeletben)[5]

Maradandó vesekárosodás csak a betegek 1%-ában alakul ki, felnőttekben gyakrabban.

## Terápia
A HSP általában 4-6 hét alatt spontán gyógyul, de a kiújulás valószínűsége magas, 50% körüli. A kiújulás felnőtteknél és idősebb gyerekeknél gyakoribb. 10 év alatti gyerekeknél a gyógyulást követően (amely ez esetben 1 havi tünetmentességet jelent) 30%-ban tér vissza a HSP 4 hónapon belül. A betegség kiújulása esetén a tünetek általában enyhébb lefolyásúak. A gyógyulás elősegíthető ágynyugalommal, megfelelő vízutánpótlással és a fokozott vérveszteség esetén vértranszfúzióval.
Gyógyszeres kezelés célja elsősorban a tünetek enyhítése főként nem-szteroid gyulladáscsökkentő gyógyszerekkel (NSAID).
Fontos a vese érintettségének folyamatos megfigyelése:
- Vizelet protein tartalmának ellenőrzése (24 óra alatt a vizeletben a protein kritikus értéke a 3,5 gramm);
- Magas vérnyomás ellenőrzése;
- Gyanú esetén vesebiopszia (az eredmény fontos a további kezelés meghatározásában).

A szteroios kezelés nem általánosan elfogadott gyógymód. Kortikoszteroid adásának ellentmondásos eredményei a legutolsó orvosi tanulmányok alapján:
1. Csökkentheti a betegség időtartamát és a szindrómák (fájdalmak) súlyosságát
2. Csökkentheti a krónikus vesebetegség (glomerulonephritis - GN) valószínűségét
3. Növelheti a betegség kiújulásának kockázatát

Tanulmányok:
1. a kortikoszteroiddal kezelt betegek 50%-ánál 24 órán belül csökkentek a fájdalmak (a kontrollcsoport ez az arány 14% volt)[6]
2. Glomerulonephis

(a) 168 HSP-s gyereken végzett kutatás eredménye: 0/84 GN megbetegedés (a kontrollcsoportban ez az arány 12/84 volt)
(b) 3 hónapos Prednizolonkezelést követően a már kialakult GN-es betegek többsége meggyógyult
3. 150 HSP-s gyerek vizsgálata nagyobb arányú betegség kiújulást mutatott kortikoszteroid kezelést követően
(Ez az eredmény azonban vitatott, mert eleve azok kapnak szteroidot, akik súlyosabb tüneteket produkálnak és lehet, hogy ez az oka a betegség nagyobb arányú visszatérésének.)
A vese érintettsége esetén ajánlott a kortikoszteroidos kezelés.

## Története
A HSP tüneteit az angol William Heberden (1710–1801) jegyezte fel először 1801-ben egy ötéves kisfiún. A betegséget két német orvosról, Eduard Heinrich Henoch gyermekorvosról (1820–1910) és tanáráról, Johann Lukas Schönleinről (1793–1864) nevezték el, akik az 1860-as években először írták le a szindrómát és a vese érintettségét.